# Moutier-Rozeille
Moutier-Rozeille – miejscowość i gmina we Francji, w regionie Nowa Akwitania, w departamencie Creuse.
Według danych na rok 1990 gminę zamieszkiwało 446 osób, a gęstość zaludnienia wynosiła 23 osoby/km² (wśród 747 gmin Limousin Moutier-Rozeille plasuje się na 274. miejscu pod względem liczby ludności, natomiast pod względem powierzchni na miejscu 355.).

## Populacja

Populacja Moutier-Rozeille w latach 1962–2008